# جمهوری نخست اتریش
در ۱۱ نوامبر سال ۱۹۱۸ میلادی امپراتور اتریش کارل اول (اتریش) از سلطنت کناره‌گیری نمود و روز بعد مجلس ملی موقت، رژیم جمهوری را در اتریش اعلام نمود. این رژیم توسط انگلبرت دلفوس از هم پاشید و به دولت فدرال اتریش تغییر یافت.

## آغاز جمهوری

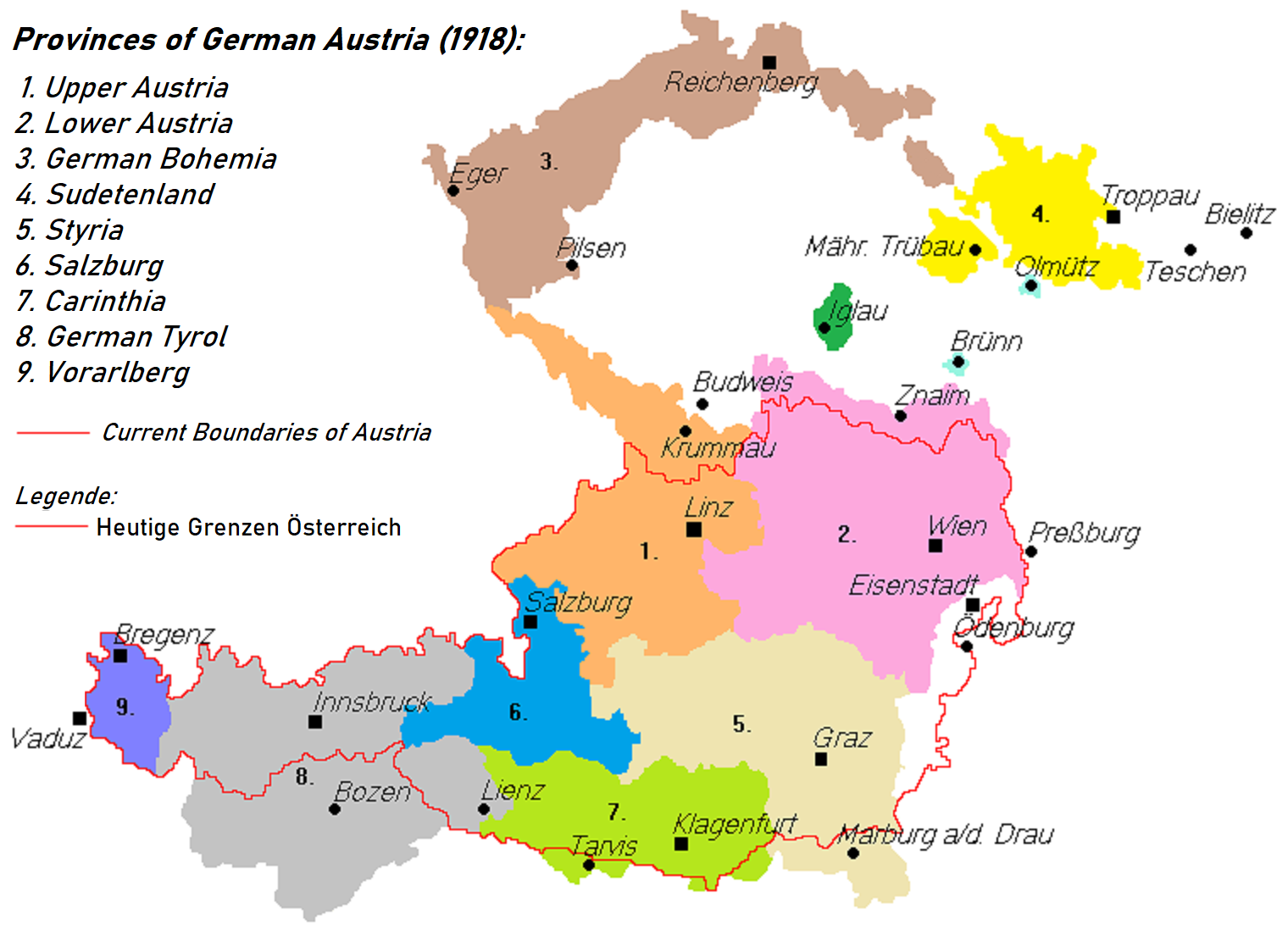
نقشه اتریش قبل از تشکیل جمهوری

چهار ماه پس از این که جمهوری اتریش اعلام موجودیت کرد، مجلس اتریش کارل زایتس را در ۵ مارس ۱۹۱۹ به عنوان رئیس‌جمهور اتریش معرفی کرد. گرچه او پس از یک سال در ۹ دسامبر ۱۹۲۰ استعفا داد.
اولین روزهای جمهوری با اقتصاد ورشکسته و مشکلات فراوان آغاز گشت. مرزهای جدید به‌وجود آمده در مجارستان، یوگسلاوی و چک‌اسلواکی بر روی اتریش بسته شدند. در وین، شهری که روزی به زیباترین و مرفه‌ترین شهر اروپا شهره بود، مواد غذایی کمیاب و امراض عفونی بیداد می‌کرد. بخش کم‌درآمد مردم شهر از بلاهای ناشی از شکست و پایان جنگ جهانی اول آسیب فراوان دیدند. تشکیل رژیم دیکتاتوری در ایتالیا، در همسایگی اتریش بر مشکلات اقتصادی و سیاسی جمهوری نوپا افزود. کشمکش‌های سیاسی میان احزاب سوسیال دمکرات و سوسیال مسیحی دامنه مشکلات را بیش از پیش گسترش داد.

## موفقیت‌های جمهوری و آغاز مشکلات
دولت جدید توانست دو ادعای زمین را از همسایگان خود بگیرد. اولین قسمت جنوب شرقی کارینتی بود که در بخشی از آن اسلاوها ساکن بودند. در ۱۰ سپتامبر ۱۹۲۰، اکثریت جمعیت اسلاوها تصمیم گرفتند که با اتریش باقی بمانند. دومین جلوگیری از اعتراض به زمین، ادعای مجارستان به بورگنلند بود، که تحت نام «مجارستان غربی» از سال ۹۰۷ بخشی از پادشاهی مجارستان بود. بیشتر جمعیت بورگنلند اتریشی‌ها و آلمانی‌ها بودند و کروات‌ها و مجارها در اقلیت بودند. این مناقشات از طریق پیمان سن ژرمن، حل گردید و بورگنلند در سال ۱۹۲۱ بخشی از جمهوری اتریش شد.
بدین ترتیب در یک کشور کوچک ۶٫۵ میلیون نفر زندگی می‌کردند. جمعیت وین به تنهایی به دو میلیون نفر می‌رسید. خود این مسئله مشکل ساز شد زیرا اکثر جمعیت اتریش بدون تغذیه باقی ماند؛ بدین دلیل که تنها ۱۷٫۸ درصد از زمین‌های اتریش زمین زراعی بود.
برای بسیاری از اوایل دهه ۱۹۲۰، بقای اتریش بسیار در شک بود. بخشی از این به این دلیل بود که اتریش هرگز یک کشور ملی آلمانی / اتریشی در معنای واقعی کلمه نبود. گرچه دولت اتریش در ۷۰۰ سال گذشته به شکل یک دولت مستقل وجود داشت، اما هیچ نیروی وحدت واقعی را به غیر از سلسله هابسبورگ نداشت و هویت‌های ولایتی تیروئیان، کریستن‌ها و دیگران بسیار قوی تر بودند.

## دولت جمهوری
قانون اساسی دو مجلس را تشکیل می‌داد که شامل مجلس ایالت‌های فدرال و مجلس ملی اتریش می‌شد و نمایندگان در انتخابات جهانی انتخاب شدند. رئیس‌جمهور فدرال برای یک دوره چهار ساله در جلسه ای کامل از هر دو مجلس انتخاب می‌شد، در حالی که صدراعظم اتریش توسط مردم انتخاب می‌شد. هنگامی که هیچ حزب سیاسی اکثریت پارلمانی را به دست نیاورد، اتریش توسط ائتلاف‌های حزب محافظه کار دموکرات و حزب سوسیال دموکرات اتریش تحت حمایت قرار گرفت که محافظه کار تر از نخستین حکومت سوسیال دموکرات کارل رنر در سال ۱۹۱۹–۱۹۲۰ بود.
پس از سال ۱۹۲۰، دولت اتریش تحت سلطه حزب سوسیال دموکراتیک روابط نزدیک با کلیسای کاتولیک رومی را حفظ کرد. نخستین صدراعظم این حزب، ایگناتس زایپل، در ماه مه ۱۹۲۲ به قدرت رسید و تلاش کرد تا یک اتحاد سیاسی بین حزب کارگران و کلیسای کاتولیک رومی ایجاد کند.
پس از انتخابات مجلس در ۱۷ اکتبر ۱۹۲۰، سوسیال دموکرات‌ها اکثریت پارلمان را از دست دادند و دیگر نتوانستند آن را بدست بیاورند. در همان سال میشائل هاینیش به عنوان رئیس‌جمهور انتخاب شد. پس از انتخابات اکتبر ۱۹۲۴، ایگناتس زایپل قدرت را از داست و در نوامبر ۱۹۲۴، رودلف رامک به عنوان صدر اعظم انتخاب شد.
در دسامبر ۱۹۲۸، ویلهلم میکلاس به عنوان رئیس‌جمهور فدرال انتخاب شد و در ۷ دسامبر سال ۱۹۲۹ قانون اساسی اصلاح شد و حقوق پارلمان کاهش داده شد. پس از انتخابات قانون اساسی سال ۱۹۳۰، سوسیال دموکرات‌ها به عنوان بزرگترین حزب با ۷۲ کرسی ظاهر شدند اما اتو اندر صدراعظم جمهوری، یک دولت ائتلافی بدون آنها ایجاد کرد.

### درگیری‌های بی پایان به مدت ۷ سال (۱۹۲۷–۱۹۳۴)
علی‌رغم اینکه کشور دارای یک حزب سیاسی ثابت و قدرتمند بود، سیاست‌های این کشور خشونت‌آمیز بود؛ نیروهای شبه نظامی سیاسی سوسیال دموکرات با سوسیال مسیحی‌ها همدست شدند. بدین ترتیب این کشور بین حزب محافظه کار دموکرات و حزب سوسیال دموکرات تقسیم شد.

در سال ۱۹۲۷، در طی یک درگیری سیاسی در وین، یک مرد و یک کودک توسط چند فرد سوسیال دموکرات کشته شدند. در ۱۴ ژوئیه ۱۹۲۷ تیراندازان تبرئه شدند و دموکرات‌ها دست به یک اعتراض بزرگ زدند که در آن ساختمان وزارت دادگستری سوزانده شد. برای بازگرداندن نظم پلیس و ارتش با دموکرات‌ها در گیر شدند و ۸۹ نفر را کشتند و ۶۰۰ نفر را زخمی کردند. اعتراض عظیم به عنوان قیام ژوئیه ۱۹۲۷ شناخته شده‌است. از طرف دیگر سوسیال دموکرات‌ها خواستار اعتصاب عمومی شدند که چهار روز طول کشید.

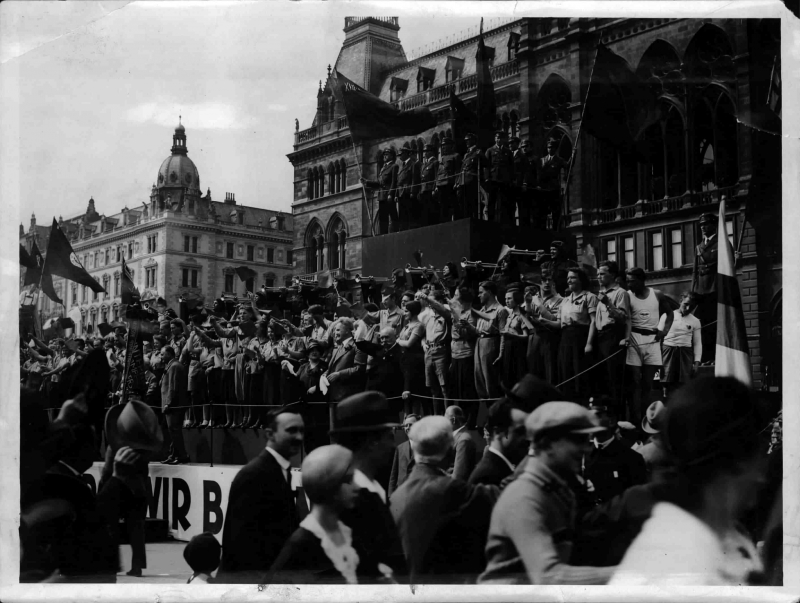
سوسیال دموکرات‌ها پیروزی خود را در قیام ژوئیه جشن می‌گیرند

## پایان کار جمهوری
پس از وقایع ۱۹۲۷، عناصر محافظه کار قوی تر شد و خشونت در اتریش تا اوایل دهه ۱۹۳۰ ادامه یافت. انگلبرت دلفوس از حزب سوسیال مسیحی در ۲۰ می ۱۹۳۲ در اتریش قدرت گرفت و اتریش را به سوی دیکتاتوری، تمرکز و فاشیسم حرکت داد، بخشی از این کار به این دلیل بود که ایتالیا فاشیست قویترین متحد بین‌المللی در برابر آلمان بود. در ماه مارس ۱۹۳۳، دولفوس از اشتباه در یک لایحه در مجلس استفاده کرد و کابینه وی رای شورای ملی را رد کرد و اعلام کرد که پارلمان کار خود را متوقف کرده‌است. بدین وسیله از قدرت رئیس‌جمهور فدرال به شدت کاسته شد به طوری که اکثر قدرت به دست انگلبرت دلفوس افتاد.
دولت در حال رقابت با حزب نازی‌های رو به رشد اتریش بود که خواهان پیوستن اتریش به آلمان بودند. انگلبرت دلفوس وابستگی هویت اتریش به کلیسای کاتولیک رومی را به عنوان وسیله ای برای نشان دادن این که این موضوع دلیلی است که چرا اتریش نباید به آلمان که پیروی کلیسای پروتستان است بپیوندد.
خشونت سیاسی در جنگ داخلی اتریش در فوریه ۱۹۳۴، بین نازی‌ها، سوسیال دموکرات‌ها و نیروهای دولتی افزایش یافت. در روز ۱ ماه مه ۱۹۳۴، دلفوس یک دولت حزبی را به رهبری جبهه حامی خود به وجود آورد و قانون اساسی ایجاد کرد. نام کشور از «جمهوری اتریش» به «دولت فدرال اتریش» تغییر یافت. پرچم، کت و شلوار و سرود نیز تغییر یافتند. بدین ترتیب کار جمهوری اول اتریش بعد از ۱۵ سال به پایان رسید.

فدرالیسم و قدرت‌های کنترل شورای فدرال محدود شد، در حالی که انتخابات شورای ملی لغو شد، و اعضای آن توسط چهار شورای غیرانتفاعی، شرکت‌های بزرگ مدنی، شورای دولتی، شورای فرهنگ فدرال، فدرال شورای اقتصادی و شورای ایالت، انتخاب می‌شدند. در عمل همه قوانین و قرار ملاقات‌ها از سوی فرمان رئیس دولت فدرال اجرا می‌شد.

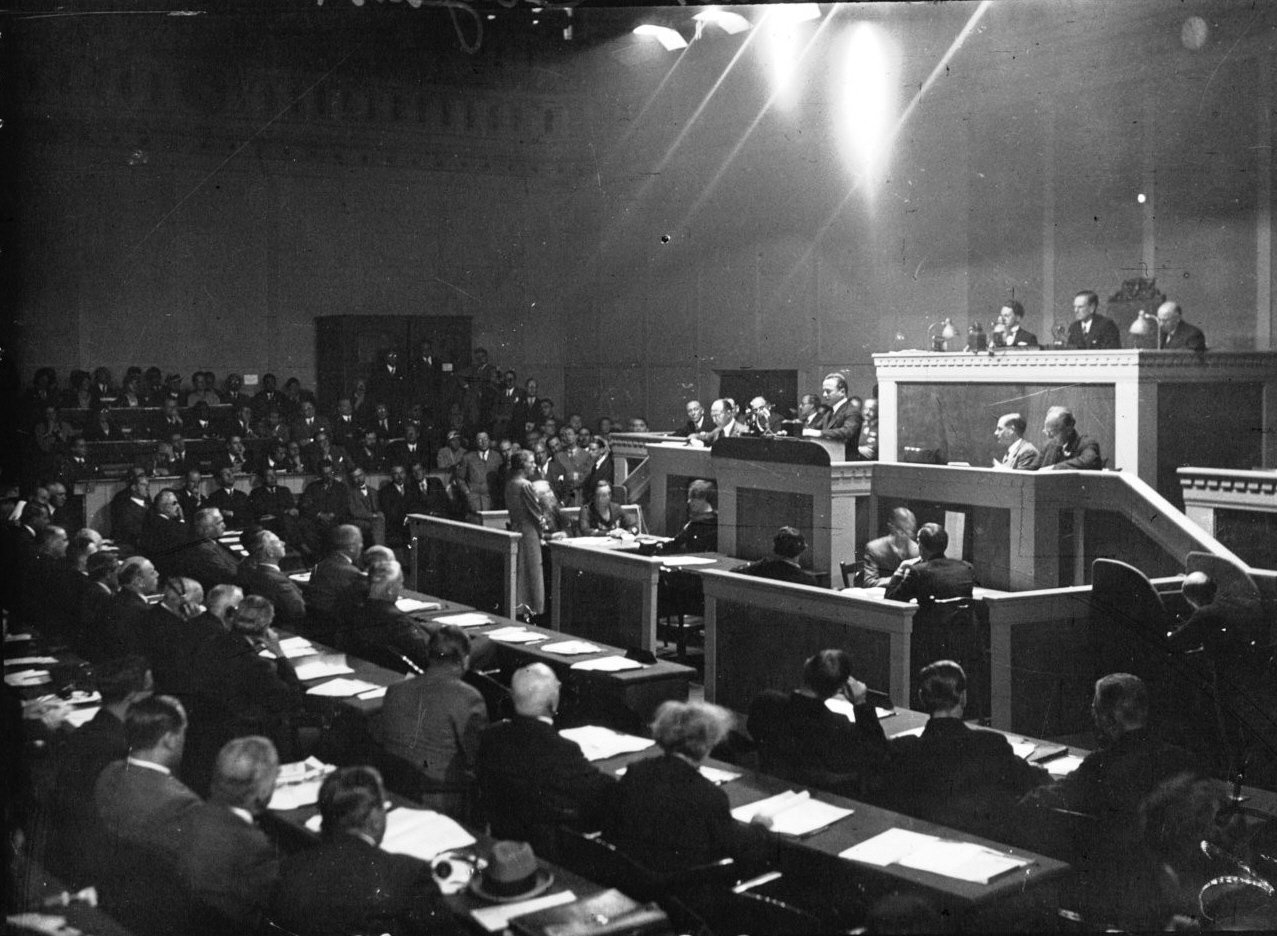
دلفوس در حال به تصویب رساندن قوانین خود در مجلس فدرال

## اقتصاد
جمهوری اتریش توانایی تهیه خوراک و لوازم صنعتی مورد نیاز را نداشت. علاوه بر این، چکوسلواکی، مجارستان، یوگسلاوی و ایتالیا محاصره تجاری را به اتریش تحمیل کرده بودند و از فروش مواد غذایی و زغال سنگ به اتریش خودداری می‌کردند تا این که در نهایت با کمک و حمایت دولت‌های غربی مانند آمریکا اتریش نجات یافت. تا سال ۱۹۲۲ یک دلار آمریکا به ارزش ۱۹۰۰۰ کرون بود و نیمی از جمعیت اتریش بیکار بود.
در دسامبر ۱۹۲۱ پیمان لانا بین اتریش و چکسلواکی امضا شد که در آن اتریش می‌بایست از ادعاهای خود بر روی سرزمین‌های آلمانی زبان چکسلواکی دست بردارد و به جای آن چکسلواکی، وام ۵۰۰ میلیون کرون را به اتریش واگذار کند.

برای مقابله با تنش‌های پس از جنگ، صدراعظم یوهان شوبر در سال ۱۹۲۲ خواستار وام‌های خارجی و سیاست‌های ریاضت اقتصادی شد. در اکتبر ۱۹۲۲ بریتانیا، فرانسه، ایتالیا و چکسلواکی وام ۶۵۰ میلیون کرون را بعد از اینکه شوبر قول داد تا ۲۰ سال دیگر روابطی با جمهوری وایمر نداشته باشد و به لیگ ملت‌ها اجازه دهد تا اقتصاد اتریش را کنترل کنند، وام گرفت. در دو سال آینده بودجه ایالتی تثبیت شد و نظارت مالی بین‌المللی در ماه مارس سال ۱۹۲۶ به پایان رسید. بانک ملی اتریش در سال ۱۹۲۳ بازسازی شد، مالیات بر فروش در سال ۱۹۲۳ معرفی شد، شیلینگ اتریشی در دسامبر ۱۹۲۴ جایگزین کرون شد.

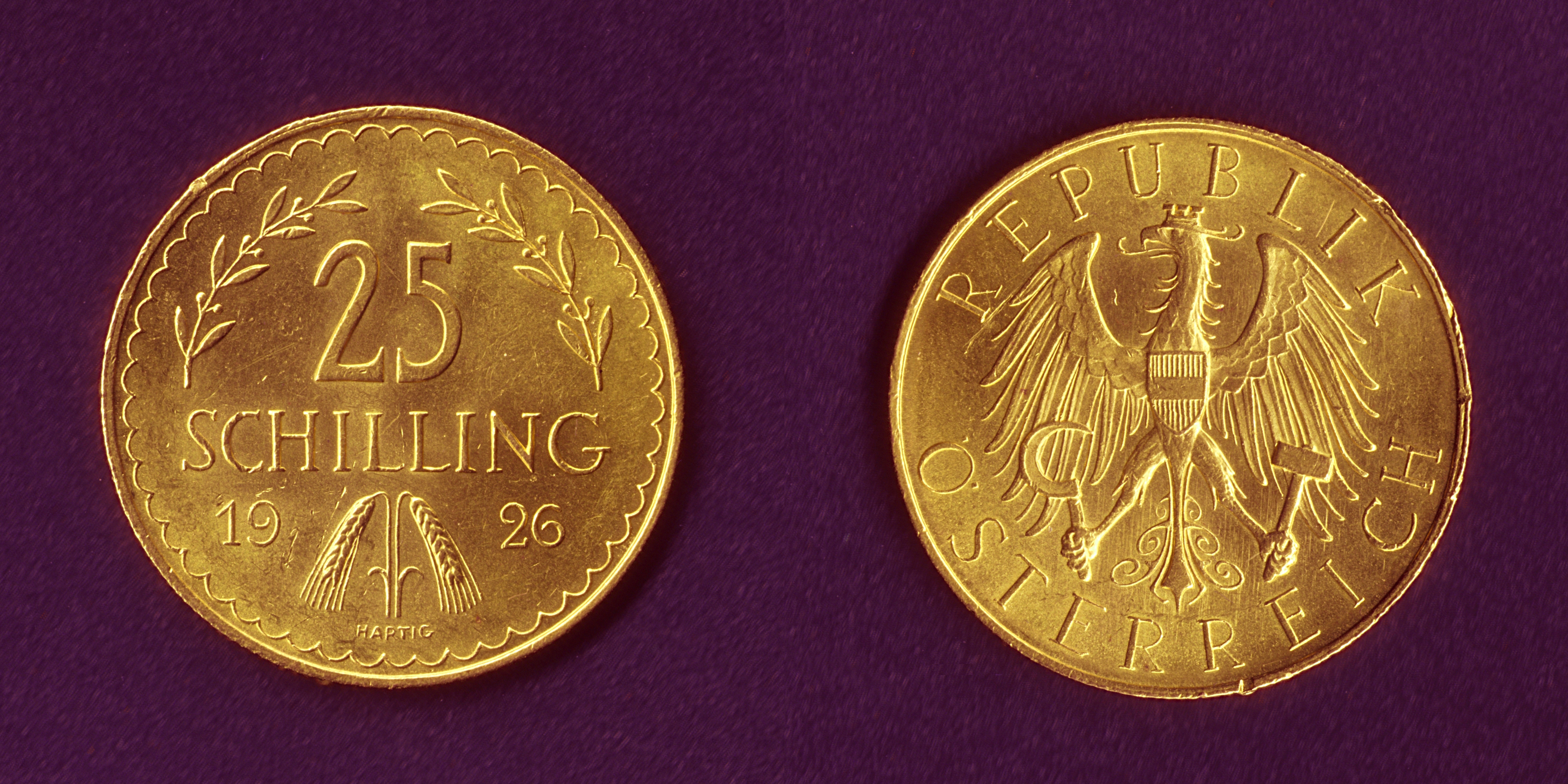
یک ۲۵ شلینگی درج شده در زمان جمهوری اول اتریش

اما با این حال پس از چند سال رکود در اتریش شدیدتر شد و در ماه مه سال ۱۹۳۱ بزرگترین بانک اتریش، بانک اعتبارتانستالت فرو ریخت. به منظور بهبود اقتصاد آن، اتریش خواستار تشکیل اتحادیه گمرکی با آلمان بود، اما طی قرارداد وام با بریتانیا، فرانسه، ایتالیا و چکسلواکی نمی‌توانست این کار را بکند.